# Рахни-Польові
Рахни-Польові — село в Україні, у Вінницькому районі Вінницької області. Населення становить 345 осіб. Входить до складу Тиврівської селищної громади.

## Історія села
Село Рахни-Польові розташоване на підвищенні по обидва боки річки Краснянки. Назва села Рахни за переказами походить від назви полів пана Раха, які були у його власності. Поруч з селом Рахни-Польові (за переказами) в незапам'ятні часи було велике поселення міського типу, яке займало велику територію, що тепер знаходиться між Рахнами і Пироговом майже до лісів с. Черемошного. Твердо поширена легенда, що в селі чи в отому міському поселенні ставали великі ярмарки, процвітало гончарство. Є твердження, що це було колишнє Красне, яке потім заснувалося в іншому місці, або продовження Красного. Ймовірність такої легенди можлива, тому що вона живе не тільки в с. Рахни-Польові, а й в сусідніх селах. Вздовж річки Краснянки, по західному її березі від долини між Рахнами та Пироговом, по обидва боки річечки, що тече з урочища Буцеланівка під с. Черемошне, можна знайти багато речових доказів: череп'я, посуду грубо паленого. При господарських земляних роботах на західній сторонні с. Рахни-Польові на глибині одного метра добувалися в кількох місцях фундаменти якихось будівель. На полі в урочищі Буцеланівка знайдені були кам'яні сокири. Посеред ставу є місце, яке досі й називається «двірок».
Про вік цього гарного подільського села не залишилось ніяких історичних відомостей. Та все ж слід знати, що тут, на мальовничих берегах колись повноводної, багатої рибою річки Краснянки люди жили ще в доісторичну епоху — і в скіфські часи, про що свідчать розташовані поряд скіфські кургани — захоронення, і в часи так званої трипільської культури в 3-4 тисячоліття до нашої ери .Та й навколишні густі ліси, в яких водились бобри, куниці, білки та інші хутрові звірі, а також цінна деревина для будівництва, притягували сюди поселенців . Ось у відомого історика — доктора Антонія першого ми знаходимо відомості, що в 1754 році 12 селян з Рахнів — Польових володіли 260 пнями пасіки, тобто вуликами з дерев'яних, здебільшого липових колод, які влаштувались прямо в лісі.
Історичні джерела свідчать, що основним заняттям селян було землеробство: родючі ґрунти давали високі врожаї. Тому мешканці села не шукали побічних заробітків, як в інших селах, вели осілий спосіб життя . Влаштований на річці Краснянці водяний млин дозволяв на місці переробляти зерно на борошна і крупи, що користувалися великим попитом у міщан і ремісників містечка Красного. Крім борошна, тут виготовляли й різноманітні крупи, в тому числі й гречані, били олію . Послугами млина користувались й мешканці багатьох навколишніх сіл .
Вище згадувалося про величезні багатства цієї землі. Отож і не дивно, що тут уже в 16 столітті після горезвісної Люблінської унії 1569 року, з'являються польські колонізатори, які поступово прибирають до своїх рук і навколишні ліси, і родючі землі і самих селян. Ліси нищівно вирубувалися, вирощений хліб продавався на ринках чи відправлявся у Польщу, селяни експлуатувалися і обездолювалися. Панів П'ясецьких змінюють Потоцькі, Домановські, затим Холмінські і Московські. Однак, незважаючи на засилля польських католицьких колонізаторів, у селі міцні позиції утримувала православна релігія. Про перші церкви в селі відомості не збереглися. В 1790 році тут споруджено гарний храм на честь Різдва Пресвятої Богородиці, який проіснував аж до розгулу більшовицького войовничого атеїзму. В 1864 році при цьому храмі відкрилася церковно-приходська школа, яка в 1886 році перейшла у новозбудоване приміщення.
На підставі відомостей, що записані в трудах Подільського єпархіального історико-статистичного комітету випуск 5-й від 1892 року відомо, що с. Рахни-Польові мало населення 1213 чоловік.
```
 ПРОГОЛОШЕННЯ РАДЯНСЬКОЇ ВЛАДИ 
ЖОВТНЕВА РЕВОЛЮЦІЯ ТА КОЛЕКТИВІЗАЦІЯ.
```

```
      Радянська влада в селі проголошена у травні місяці 1917 року, проводилися демонстрації, прикріплювали червоні банти, відбувалися мітинги. Були створені ревкоми в селі Красному, а в селі Рахни-Польові був представник. Після Жовтневої революції у 1920 році було створено Комнезам.
```

Перші товариства по спільному обробітку землі (ТСОЗи) були створені у 1926 році. Частина незаможних селян стали об'єднуватись по 5-10 господарств, які закупляли плуги, культиватори, молотарки. ТСОЗ мав назву «Зірка», в користуванні 60 га землі, 6 пар коней, 6 возів, 3 культиватори, 1 сівалку, 12 борін, 5 плугів. Наприкінці 1926 року було придбано трактор «Фордзон» — першим трактористом був Федір Зацерковний.
Колективізація села закінчилася у 1930 році. В селі було створено два колгоспи — ім. Леніна, який мав 1100 га землі та ім. Шевченка, який мав 1300 га землі.
За два місяці 1932 року восьмеро селян — хліборобів були засуджені до тюрем і концтаборів. їх і досі пам'ятають старожили. Зокрема, Криська Лавра засудили на 5 років позбавлення волі з поразкою в правах на 2 роки та виселенням за межі України тільки за те, що не захотів вступати в колгосп. За невиконання завдань по хлібоздачі 3 роки тюрми з наступним позбавленням прав на 2 роки одержали Гундерак Марко та Соболь. За ці ж «гріхи» репресували Бригу Олександра, Монарха Маркіяна і Ткачука Опанаса. А Парамош Трохим і Куцаківський Іван були засуджені лише за те, що 15 грудня 1932 року купили за власні гроші на базарі в Красному коня і зарізали на їжу. їх судили як «ворогів кінського поголів'я». Старожили стверджують, що набагато більше винищено 1933 році організованим голодом, ніж загинуло односельців у роки Німецько-радянської війни, з фронтів, якої не повернулося в село 148 чоловік.
У серпні 1950 року обидва колгоспи було укрупнені і об'єднані у один — ім. Леніна. В травні 1958 року до Рахно-Полівського колгоспу було приєднано колгосп ім. Ворошилова сусіднього с. Пирогів. На жаль, до 1945 року відомостей про керівництво Рахно-Полівської сільської ради немає, у 1954 році до місцевої сільської ради приєднано Пирогівську сільську раду і відтоді до її складу входять два населені пункти Рахни-Польові та Пирогів.
РОЗБУДОВА ТА СТАНОВЛЕННЯ СЕЛА.
Після війни розпочалися розвиток і розбудова села Рахни-Польові, на території якого працювали колгосп їм. Леніна, а також об'єкти соціально-культурного розвитку — восьмирічна школа, сільський клуб та бібліотека, магазин.
За післявоєнні часи колгоспом на території сіл, які були підпорядковані сільській раді було побудовано нове приміщення контори колгоспу, школи та дитячого садка у с. Пирогів, тваринницьких ферм, розпочато будівництво будинку культури у с. Рахни-Польові, яке на жаль не закінчено і не введено в експлуатацію.
У 1964 році у колгоспі налічується 1059 голів ВРХ, в тому числі корів — 365 голів, свиней — 568 голів, овець — 400 голів, птиці — 978 голів, бджолосімей — 280, коней — 132 голови.
У 70-ті роки колгосп ім. Леніна с. Рахни-Польові було перейменовано у колгосп «Україна», який був мільйонером, але на жаль для розвитку соціальної сфери села та покращення життя селян зроблено було дуже мало.
У 1970—1973 роки органом партійної організації та правлінням колгоспу «Україна» видавалася газета «За врожай», у якій висвітлювалися будні колгоспного та сільського життя селян.
У 90-х роках розпочався занепад у сільському господарстві колгоспу «Україна» і після проведення загальних зборів колгосп ділиться на два господарства колгоспи «Україна» с. Рахни-Польові та ім. Пирогова с. Пирогів, після цього розподілу стан справ погіршився у двох господарствах, зменшилася продуктивність у тваринництві та поголів'я худоби, знизилися врожаї у рослинництві. Після реорганізації колгоспів створено колективні сільськогосподарські підприємства, яким теж було дано не довго жити. Розпочалися реформи у сільському господарстві держави, відповідно і у населених пунктах, розпайовано землі, майно, кожен власник отримав земельний та майновий сертифікати. Створено приватне сільськогосподарське підприємство «Україна» с. Рахни-Польові, яке орендувало земельні паї у їх власників.
На території села Рахни-Польові функціонують такі підприємства, які займаються сільськогосподарським виробництвом — ПСП «Україна» — орендує 343 га землі — займається садівництвом, ПСП «Україна Ко» — 6 га, ТОВ «Тиврівські саджанці» — 18 га -вирощуванням саджанців плодових дерев, ФГ «Родючість Ко» — 99 га, інші вирощуванням зернових та зернобобових культур. Всі інші землі та земельні паї орендує ТОВ «АГРОІНВЕСТ Україна» м. Київ.
12 червня 2020 року, відповідно до Розпорядження Кабінету Міністрів України від  № 707-р «Про визначення адміністративних центрів та затвердження територій територіальних громад Вінницької області», увійшло до складу Тиврівської селищної територіальної громади.
19 липня 2020 року, в результаті адміністративно-територіальної реформи та ліквідації Тиврівського району, село увійшло до складу Вінницького району.

## Відомі люди

### Народилися
- Ніна Шупляк (нар. 1939) — українська майстриня народного живопису.